# 強暴幻想

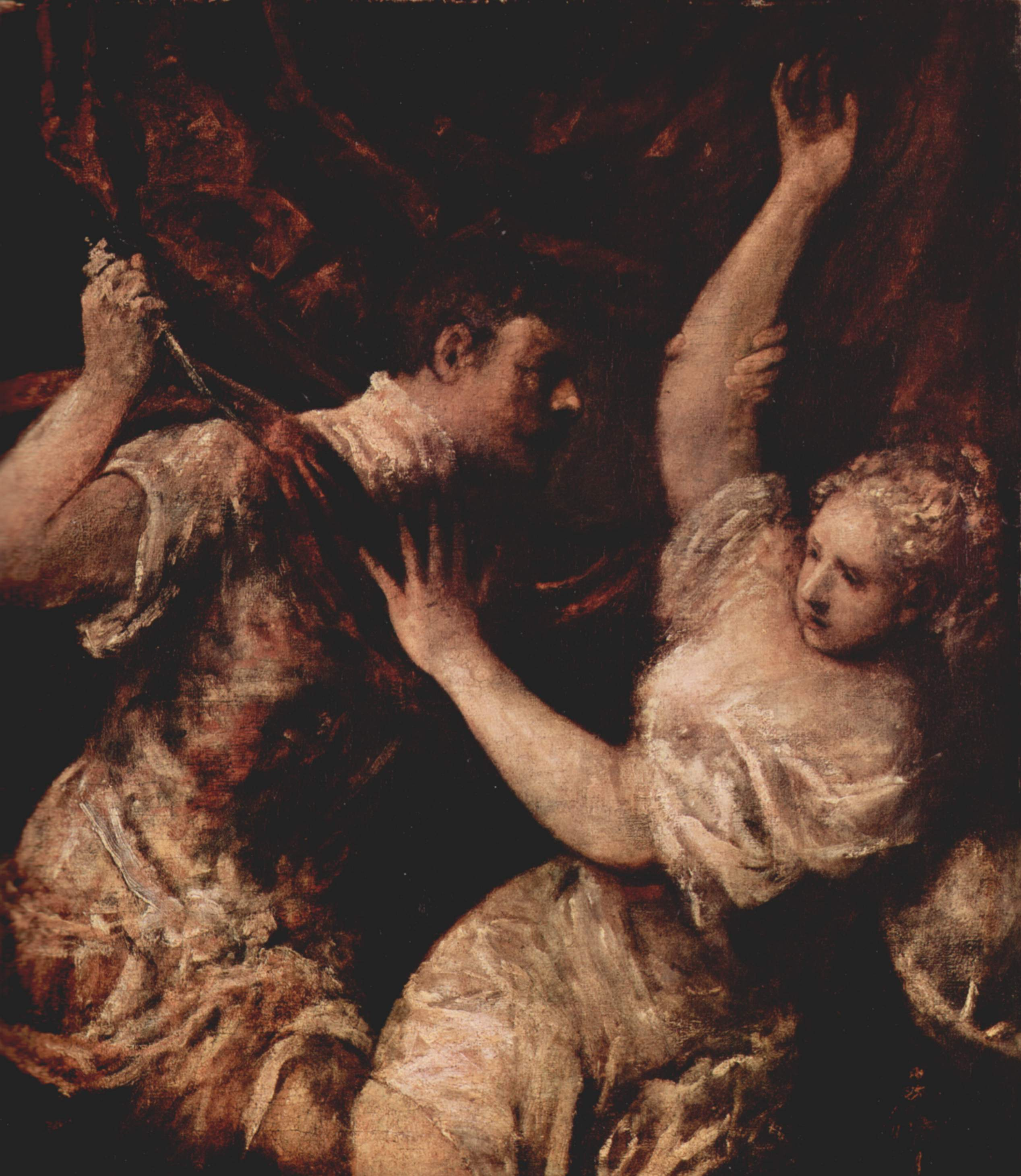
提香繒，1570年。

強暴幻想是一種性幻想想像自己參與強姦、虛構故事裡的強奸或自願的強暴遊戲。
有強暴幻想不意味幻想者在真實世界就會容忍強暴、想強暴別人或想被強暴，所有的人類社會都禁止強暴，禁止強暴是普世文化通則的一部份。

## 幻想
強暴幻想在男女性幻想領域裡算是相對常見的，內容範圍從非願誘惑到暴力強迫性交都有，一個人可以想像自己是強暴者，或是被強暴。
對這個現象最常使用的論述是，很多人幻想被強暴來緩衝自然發生的性欲望和他們所屬文化給性行為標識的強烈負面恥辱，此幻想使幻想者可以安全享受無罪惡感的強烈性體驗，並免除自己參與的責任，例子可以在緊身衣撕裂類型的愛情小說中找到。
強暴幻想可以是臣服或支配性傾向的人的發泄管道，他們可以幻想自己擁有或沒有對性的控制權，不須要實際參與不合法或不道德的行為。
另一個相對常見的論述，人類對強暴感到的吸引力是史前人類的遺留品（千萬年前，強暴的人較可能將基因傳下來），根據社會生物學的強暴理論，強暴幻想是來自遺傳的衝動在文明社會的替代品。
對一些曾被性侵犯過的人，強暴幻想可能是一種治療方法，使人可以在安全的環境探索控制感，麥克·J·拜德博士（Michael J. Bader）在他的《前戲：性幻想的祕密邏輯》寫道：「被虐待過的兒童長大後發展出與受到的虐待相關的性幻想是很常見的。」「享受投降或屈辱性幻想的成人實際上是在對自己說：我重新創造一個糟糕的場景，但這次輪到我掌控因為由我編劇。」
而一般女性的被強暴幻想，也有一大部分被認為是建構在「男性渴望、迷戀女性肉體，而打破禁錮，採較激烈的方式進行合意性行為」的前提上（通常幻想中的男主角平時不苟言笑，可能是被以高度社會期待束縛的有權有勢男性，如《格雷的五十道陰影》），也就是母性本能、以及男性對於女性肉體的依賴。因此如同前述，幻想中情節的主宰權實際上在女性手中。
不管怎樣，有強暴幻想不意味幻想者在真實世界就會容忍強暴、想強暴別人或想被強暴，真實的強暴是一種以性交為媒介的「控制」行為，所以自然是強暴者的單獨行為，而強暴幻想的本質是以控制手段表達的「性交」，因此才被人從強暴者和更常見是受害者的角度來享受。也因此部分女性主義者主張應將此類幻想正名為宰制與被宰制幻想。

## 小說
強暴幻想是色情小說的次類型之一，就如同一些人喜歡想像強暴，也有一些人喜歡寫和讀它，口味並不一定限定是純色情作品，例如緊身衣撕裂小說多年來一直廣受主流市場歡迎。
有大量爭論環繞在安·蘭德（Ayn Rand）小說《源頭》裡的一幕，男主角在遇上女主角不久後就強暴她，雖然小說並沒有用很特殊或很衝擊方式描寫這一幕，但被強暴的角色明確指出自己是被強暴，「他沒經過我同意，他強暴了我。」據悉蘭德後來被問及這一幕時表示：「如果那是強暴，那是受到深刻邀請的強暴。」
玛格丽特·米切尔（Margaret Mitchell）的小說《飄》，郝思嘉被她的丈夫白瑞德強暴，但後來她對此似乎是感到高興而不是怨恨。
莉娜·惠特穆勒（Lina Wertmuller）的電影《蕩寇志》（Swept Away）中，一個有錢但粗魯的女人和一個下級工人一起擱淺在無人島上，工人一邊背頌共產宣傳一邊強暴她，但事後，她對他變得非常的順從和忠實。
值得注意的是上述的三個描寫強暴未遭譴責的例子都是由女性創作的。

## 角色扮演
強暴幻想是性愛角色扮演的其中一個種類，BDSM圈內較普遍的用詞是ravishment，以分辨相情願的角色扮演和非相情願的襲擊。
因為非相情願的幻覺對此角色扮演相當重要，所以通常會有一或更多的「安全字」被使用，如此參與者可以抗議而不會打斷場景，直到安全字被使用為止。也常有「停止燈號」系統被使用，不同顏色分派不同訊息:「紅」停止全部，「黃」放慢或輕鬆點，諸如此類。對於含有出其不意要素的場景，上位者或ravisher可能會使用「開始字」或其它分辨訊號。
一個健康的ravishment場景，所有參與者事前會小心商量會發生什麼，界限會被尊重而且劃得非常清楚，以維持安全性和情願性，商量也包括感情方面的問題，特別是如果過去受過真實的性虐待或襲擊。

## 外部連結
- Rape Fantasy vs. Reality （页面存档备份，存于）